# Гельзенберг
Концентрационный лагерь Гельзенберг (нем. Gelsenberg) был дополнительным лагерем концентрационного лагеря Бухенвальд, находился в районе Гельзенкирхен-Хорст города Гельзенкирхен.

## История
В этом внешнем лагере удерживалось около 2000 венгерских женщин еврейского происхождения, выполнявших работы по расчистке площадей, камней для предприятия «Gelsenberg Benzin AG» летом 1944 года.
Приблизительно 150 из них были убиты во время сильной бомбёжки гидрогенизационного завода в сентябре 1944. Несколько выживших тяжелораненных были отправлены в больницу Гельзенкирхена. После роспуска лагеря в середине сентября 1944, оставшихся в лагере венгерских евреек перевели в дополнительный лагерь Зёммерда (Sömmerda), в Тюрингию для принудительных работ в фирме «Rheinmetall Borsig AG», остальные женщины перемещены в Эссен, в другой подлагерь концлагеря Бухенвальд.
В 1948 по инициативе Еврейского Общества Культуры Гельзенкирхена (Jüdischen Kultusgemeinde Gelsenkirchen) торжественно открылся на территории фирмы «Gelsenberg-Benzin AG» памятник убитым при бомбардировке еврейкам. Этот памятник переносился с 1950 по 1955 и нашёл своё нынешнее место на южном кладбище в районе Гельзенкирхена, в непосредственной близости от бывшего бомбоубежища.
И хотя ещё в 1948 году, тогдашний районный председатель союза антифашистов VVN (Vereinigung der Verfolgten des Naziregimes), Август Фоллмер, призывал к общей борьбе с нацистскими преступлениями, только в 1953 году впервые предприятие Gelsenberg подтверждает в своём официальном заключении факт существования лагеря.
ГельзенЦентр (нем. Gelsenzentrum) — Центр городской и новейшей истории Гельзенкирхена содержит документы, касающиеся истории лагеря Гельзенберг.